# Христенко, Инна Митрофановна
Инна Митрофановна Христенко (укр. Інна Митрофанівна Христенко; 14 августа 1919, Полтава — 21 августа 2001) — украинская детская поэтесса и прозаик.

## Биография
Родилась 14 августа 1919 года, в семье учителя. Отец был репрессирован.
В 1923 г. вместе с родителями переехала в Харьков, где окончила среднюю школу, а в 1941 исторический факультет Харьковского университета.
После начала Великой Отечественной войны Христенко присоединилась к обществу «Просвита». Некоторое время работала машинисткой в городской управе. В газете «Новая Украина», которая выходила в Харькове, было опубликовано лирическое стихотворение Христенко «Привет тебе, весна!».
В 1944—1958 гг. преподавала в школе.
В конце 1950-х годов снова начала писать стихи и рассказы, преимущественно для детей.
С 1960 г. — член Союза писателей Украины.
В ноябре 1994 г. вышла замуж за немца Рихарда Дюрнера.
После смерти мужа вернулась в Харьков.
Умерла 21 августа 2001 года.

## Творчество
- Сборник сказок «Храбрый мишка» (1958).
- Повесть «Настуся» (1959).
- Сборник рассказов «Миколина победа» (1960).
- Сборник стихов для малышей «О нашем Вадике дома и в садике» (на русском языке, 1960).
- Сборник рассказов «Вредный мальчишка» (1963).
- Вредный мальчик [Текст] : Рассказы : [Для младш. школьного возраста] / Авториз. пер. с укр. З. Савадовой-Досвитной. — Москва : Дет. лит., 1967. — 111 с. : ил.; 21 см.
- Сборник сказок и рассказов «Славковые каникулы» (1970).
- Настуся [Текст] : Повесть : [Для мл. школьного возраста] / Пер. с укр. В. Максимов ; Рис. И. Година. — Москва : Дет. лит., 1974. — 128 с. : ил.; 20 см.
- Три любви : Стихи, поэма / Инна Христенко; [Худож. В. Ф. Яцун]. — Киев : Рад. пысьмэннык, 1989. — 76,[2] с. : ил.; 16 см; ISBN 5-333-00339-4
- Настенька : Избр. произведения : Повесть, рассказы и сказки : Для мл. шк. возраста / Инна Христенко; [Вступ. ст. М. Слабошпицкого]; Худож. В. Гончаренко. — Киев : Вэсэлка, 1989. — 309,[1] с., [4] л. цв. ил. : ил.; 20 см; ISBN 5-301-00435-2
- Месяц мой, княже : Повесть, рассказы / Инна Христенко. — Киев : Днипро, 1991. — 132,[2] с. : ил.; 20 см; ISBN 5-308-01079-X